# Frederico Gil
Frederico Gil (Sintra, 1985. március 24. –) portugál hivatásos teniszező. Ő  hazája legsikeresebb férfi teniszezője. Karrierje során 1 páros ATP tornát nyert.

## ATP-döntői

### Egyéni

#### Elvesztett döntői (1)
|   | Dátum          | Torna                 | Borítás | Ellenfél a döntőben | Eredmény a döntőben |
| 1 | 2010. május 9. | Estoril Open, Estoril | Salak   | Albert Montanes     | 2-6, 7-6(4), 5-7    |

### Páros

#### Győzelmei (1)
| Összesítés                                            | Összesítés |
| ----------------------------------------------------- | ---------- |
| Grand Slam-torna                                      | (0)        |
| ATP World Tour Masters 1000 / ATP Masters Series      | (0)        |
| ATP World Tour 500 Series / International Series Gold | (0)        |
| ATP World Tour 250 Series / International Series      | (1)        |
| ATP World Tour Finals / Tennis Masters Cup            | (0)        |

|   | Dátum            | Torna                  | Borítás | Partner              | Ellenfelek a döntőben          | Eredmény a döntőben |
| 1 | 2012. február 5. | VTR Open, Vina del Mar | Salak   | Daniel Gimeno-Traver | Pablo Andujar / Carlos Berlocq | 1–6, 7–5, [12–10]   |